# Соловьёва, Ольга Александровна (волейболистка)
Ольга Александровна Соловьёва (до 2021 — Зубарева; род. 8 ноября 1998 года, Воронеж) — российская волейболистка, центральная блокирующая. Кандидат в мастера спорта.

## Биография
Ольга Зубарева начала заниматься волейболом в 7-летнем возрасте в воронежской СДЮШОР № 3. Первый тренер — И. А. Ольховская. В профессиональном волейболе начала выступать за фарм-команду ВК «Воронеж» в высшей лиге «Б». 17 ноября 2014 дебютировала в суперлиге чемпионата России в матче «Воронежа» против саратовского «Протона».
В 2015 году подписала контракт с краснодарским «Динамо», в котором играла до 2021 года. В 2021 перешла в «Липецк».
В 2017 году в составе молодёжной сборной России стала серебряным призёром чемпионата мира.
В 2019 году дебютировала в национальной сборной России, приняв в её составе участие в Лиге наций. Провела на этом турнире 6 матчей. В том же году в составе студенческой сборную России выиграла «золото» Всемирной летней Универсиады в Италии.

### Клубная карьера
- 2012—2014 —  «Воронеж»-2 (Воронеж) — высшая лига «Б»;
- 2014—2015 —  «Воронеж»-2 (Воронеж) — молодёжная лига;
- 2014—2015 —  «Воронеж» (Воронеж) — суперлига;
- 2015—2017 —  «Динамо»-2 (Краснодар) — молодёжная лига;
- 2016—2021 —  «Динамо» (Краснодар) — суперлига;
- 2021—2022 —  «Липецк» (Липецк) — суперлига;
- 2022—2024 —  «Динамо» (Краснодар) — суперлига.

## Достижения

### Клубные
- бронзовый призёр розыгрыша Кубка России 2020.

### Со сборными России
- чемпионка Всемирной летней Универсиады 2019 в составе студенческой сборной России.
- серебряный призёр чемпионата мира среди молодёжных команд 2017.